# Lynna Irby-Jackson
Lynna Irby-Jackson (* 6. Dezember 1998 in Merrillville, Indiana als Lynna Irby) ist eine US-amerikanische Leichtathletin, die sich auf den Sprint spezialisiert hat. Ihren größten sportlichen Erfolg feierte sie im Jahr 2021 mit dem Gewinn der Goldmedaille mit der US-amerikanischen 4-mal-400-Meter-Staffel und gewann dort auch die Bronzemedaille in der Mixed-Staffel. Zudem gewann sie eine Goldmedaille bei den Panamerikanischen Spielen 2019 in Lima.

## Sportliche Laufbahn
Erste Erfahrungen bei internationalen Meisterschaften sammelte Lynna Irby-Jackson im Jahr 2015, als sie bei den Jugendweltmeisterschaften in Cali in 51,79 s die Silbermedaille im 400-Meter-Lauf gewann. Zudem sicherte sie sich mit der US-amerikanischen Mixed-Staffel über 4-mal 400 Meter in 3:19,54 min die Goldmedaille. Im Jahr darauf gewann sie dann auch bei den U20-Weltmeisterschaften in Bydgoszcz in 51,39 s die Silbermedaille über 400 Meter und gewann in 3:29,11 min Gold in der 4-mal-400-Meter-Staffel. Zudem kam sie im Vorlauf der 4-mal-100-Meter-Staffel zum Einsatz und trug damit ebenfalls zum Gewinn der Goldmedaille bei. 2017 begann sie ein Studium an der University of Georgia in Athens und wurde 2018 NCAA-Collegemeisterin über 400 Meter. 2019 nahm sie im 200-Meter-Lauf an den Panamerikanischen Spielen in Lima teil und schied dort mit 23,93 s in der ersten Runde aus. Zudem gewann sie in 3:26,46 min gemeinsam mit Jaide Stepter, Anna Cockrell und Courtney Okolo die Goldmedaille in der 4-mal-400-Meter-Staffel und sicherte sich in der 4-mal-100-Meter-Staffel gemeinsam mit Chanel Brissett, Twanisha Terry und Shania Collins in 43,39 s die Bronzemedaille hinter den Teams aus Brasilien und Kanada. Im selben Jahr schloss sie ihr Studium in Georgia ab. 2020 siegte sie in 50,50 s beim Herculis in Monaco sowie in 22,55 s beim Gyulai István Memorial im 200-Meter-Lauf. Kurz darauf siegte sie in 22,52 s auch beim Drake Blue Oval Showcase. Im Jahr darauf startete sie mit der US-amerikanischen 4-mal-400-Meter-Staffel bei den Olympischen Sommerspielen in Tokio und verhalf dort dem Team zum Finaleinzug und trug damit zum Gewinn der Goldmedaille bei. Zudem kam sie auch im Vorlauf der Mixed-Staffel über 4-mal 400 Meter zum Einsatz trug damit zum Gewinn der Bronzemedaille hinter den Teams aus Polen und der Dominikanischen Republik bei.
2022 schied sie bei den Hallenweltmeisterschaften in Belgrad mit 52,78 s in der ersten Runde über 400 Meter aus und belegte im Staffelbewerb in 3:28,63 min den vierten Platz. Im Mai siegte sie in 23,09 s über 200 Meter beim Seiko Golden Grand Prix und siegte dann in 51,03 s über 400 Meter bei der Duval County Challenge sowie in 51,38 s beim New York Grand Prix. Im Juli erreichte sie bei den Weltmeisterschaften in Eugene das Halbfinale und schied dort mit 51,00 s aus. Im Jahr darauf wurde sie bei der Golden Gala Pietro Mennea in 50,84 s Dritte und im August schied sie bei den Weltmeisterschaften in Budapest mit 50,71 s im Halbfinale aus. Zudem wurde sie mit der Staffel im Vorlauf disqualifiziert. Kurz darauf wurde sie bei der Xiamen Diamond League in 50,45 s Dritte.
2022 wurde Irby-Jackson US-amerikanische Hallenmeisterin im 400-Meter-Lauf.

## Persönliche Bestzeiten
- 100 Meter: 11,14 s (+0,8 m/s), 5. Juni 2022 in Nashville
  - 60 Meter (Halle): 7,31 s, 9. Februar 2018 in Clemson
- 200 Meter: 22,25 s (+0,6 m/s), 13. Mai 2018 in Knoxville
  - 200 Meter (Halle): 22,55 s, 10. März 2018 in College Station
- 400 Meter: 49,80 s, 9. Juni 2018 in Eugene
  - 400 Meter (Halle): 50,62 s, 25. Februar 2018 in College Station